# Rui Kitada
Rui Kitada Kitada Rui (北田 瑠衣) (Fukuoka, 25 de desembre de 1981) és una golfista professional japonesa de la Japan LPGA Tour. El febrer del 2005, va fer equip amb Ai Miyazato per guanyar la Copa del Món de Golf femení en Sud-àfrica.